# Juno Beach (Florida)
Juno Beach ist eine Stadt im Palm Beach County im US-Bundesstaat Florida. Das U.S. Census Bureau hat bei der Volkszählung 2020 eine Einwohnerzahl von 3.858 ermittelt.

## Geographie
Die Stadt befindet sich am Atlantischen Ozean, etwa 15 km nördlich von West Palm Beach. Durch das Stadtgebiet führen der U.S. Highway 1 sowie die Florida State Roads A1A und 5. 

## Demographische Daten
Laut der Volkszählung 2010 verteilten sich die damaligen 3176 Einwohner auf 2136 Haushalte. Die Bevölkerungsdichte lag bei 882,2 Einw./km². 96,4 % der Bevölkerung bezeichneten sich als Weiße, 0,8 % als Afroamerikaner, 0,1 % als Indianer und 1,6 % als Asian Americans. 0,2 % gaben die Angehörigkeit zu einer anderen Ethnie und 0,8 % zu mehreren Ethnien an. 3,8 % der Bevölkerung bestand aus Hispanics oder Latinos.
Im Jahr 2010 lebten in 6,7 % aller Haushalte Kinder unter 18 Jahren sowie 59,1 % aller Haushalte Personen mit mindestens 65 Jahren. 49,3 % der Haushalte waren Familienhaushalte (bestehend aus verheirateten Paaren mit oder ohne Nachkommen bzw. einem Elternteil mit Nachkomme). Die durchschnittliche Größe eines Haushalts lag bei 1,69 Personen und die durchschnittliche Familiengröße bei 2,24 Personen.
6,6 % der Bevölkerung waren jünger als 20 Jahre, 11,2 % waren 20 bis 39 Jahre alt, 22,8 % waren 40 bis 59 Jahre alt und 59,2 % waren mindestens 60 Jahre alt. Das mittlere Alter betrug 64 Jahre. 46,4 % der Bevölkerung waren männlich und 53,6 % weiblich.
Das durchschnittliche Jahreseinkommen lag bei 48.516 $, dabei lebten 4,6 % der Bevölkerung unter der Armutsgrenze.
Im Jahr 2000 war Englisch die Muttersprache von 96,34 % der Bevölkerung, französisch sprachen 2,01 % und 1,65 % hatten eine andere Muttersprache.

## Kriminalität
Die Kriminalitätsrate lag im Jahr 2010 mit 129 Punkten (US-Durchschnitt: 266 Punkte) im niedrigen Bereich. Es gab einen Raubüberfall, zwei Körperverletzungen, 13 Einbrüche, 70 Diebstähle und sechs Autodiebstähle.